# Pierre Nadeau
Pour les articles homonymes, voir Nadeau.
Pierre Nadeau (19 décembre 1936, Montréal - 3 septembre 2019, Montréal) est un animateur de télévision et journaliste canadien. 

## Biographie
Fils de l'avocat Jean-Marie Nadeau, Pierre Nadeau a toujours rêvé, depuis sa tendre enfance, de  devenir un reporter à la radio. Il commence sa carrière comme journaliste à la radio CJBR de Rimouski sous la direction de Sandy Burgess. Puis, en 1957, après avoir obtenu un poste pour la Société Radio-Canada à Montréal, il se marie et démissionne pour un séjour de formation de presque un an, avec son épouse (France Johnson, alors comédienne), à Paris, où il effectue des reportages pour l'ORTF. Un fils leur naît en 1958, Sylvain Nadeau. À leur retour, Radio-Canada le réengage, pour animer l'émission télévisée Caméra 1962 à 1970 (c'est une série dont le nom change à chaque année et qui ne contient pas le "19" de l'année; originellement "Caméra 62"). En 1960, naît leur fille Pascale Nadeau.
En 1965, il est nommé correspondant à Paris. De retour à Montréal en 1968, il anime  plusieurs émissions à la radio comme Le monde maintenant, ainsi que Le téléjournal et l'émission Le 60 à la télévision.
Considéré au Québec comme une véritable vedette de l'information, il anime à Radio-Canada en 1980 Les lundis de Pierre Nadeau puis de 1982 à 1984 Pierre Nadeau rencontre. Il anime également l'émission Le Point au côté de Simon Durivage dans les années 80. 
Ensuite, au réseau TVA, il est coproducteur de l'émission Sept jours avant d'animer en 1989, une émission avec Jean-Pierre Ferland. Il y anime aussi le magazine L'Événement. En 2001, il publie son autobiographie, où il offre un survol des nombreuses péripéties de sa carrière.
En 2006, on lui diagnostique une maladie de Parkinson. Il met fin alors à sa carrière au micro.
Il a aussi occupé le poste de Délégué général du Québec à Boston.

## Autobiographie
- L'impatient, Montréal : Flammarion Québec, 2001, 316 p.  (ISBN 2-8907-7222-5)

## Honneurs
- 1964 : Trophée Méritas pour le meilleur reporter à la télévision[5].
- 1975 : plus bel homme du Canada.
- 1979 : Prix Olivar-Asselin.
- 1988 : Prix Artis de l'animateur préféré d'émissions d'information[5].
- 1988 : Prix Gémeaux. Il en recevra 5 autres au cours de sa carrière[5].
- 1992 :  Chevalier de l'Ordre national du Québec[5].
- 2001 : Grand Prix Gémeaux de l'Académie canadienne du cinéma et de la télévision[5].
- 2002 : L'une des 50 personnalités les plus célèbres des 50 premières années de la télévision du Canada selon le Festival de Banff[5].
- 2008 : Prix Judith-Jasmin Hommage.
- 2009 :  Officier de l'ordre du Canada.
- 2016 : Médaille d'honneur de l'Assemblée nationale du Québec.